# هارون فليتشير ستيفنز
هارون فليتشير ستيفنز (بالإنجليزية: Aaron Fletcher Stevens)‏ هو ضابط ومحامي وسياسي أمريكي، ولد في 9 أغسطس 1819 في ديري في الولايات المتحدة، وتوفي في 10 مايو 1887 في ناشوا في الولايات المتحدة. حزبياً، نشط في الحزب الجمهوري. وقد انتخب عضو مجلس النواب الأمريكي.